# 送表矿区
送表矿区，是中国河南省郑州市登封市下辖的一个乡镇级行政单位。

## 行政区划
送表矿区共辖以下地区：
东送表村、梁庄村、安庄村、刘楼村、和沟村、西送表村、马窑村、丁村。